# San Jerónimo (Durango)
San Jerónimo es una localidad del estado mexicano de Durango. Es parte del municipio de Pueblo Nuevo.

## Toponimia
El nombre «San Jerónimo» hace referencia al santo patrono de la localidad: Jerónimo de Estridón.

## Demografía
| Gráfica de evolución demográfica |
|                                  |

| Censo | Población |
| ----- | --------- |
| 1930  | 100       |
| 1940  | 90        |
| 1950  | 43        |
| 1960  | 64        |
| 1970  | 376       |
| 1980  | 561       |
| 1990  | 960       |
| 2000  | 809       |
| 2010  | 915       |
| 2020  | 1 152     |